# 上墅乡
上墅乡是中华人民共和国浙江省湖州市安吉县下辖的一个乡。
2014年1月13日，浙江省人民政府批复同意将上墅乡大竹园村改由安吉县政府直辖。调整后，上墅乡辖7个行政村，乡政府驻地不变（上墅村）。

## 行政区划
上墅乡下辖以下村级行政区划单位：
董岭村、刘家塘村、罗村、田干村、龙王村、施阮村和上墅村。